# 릿
릿(Lit)은 미국 캘리포니아주 오렌지군 출신의 록 밴드이다.

## 역사
릿은 원래 "래즐(Razzle)"이라는 이름으로 1990년에 결성되었다. 몇 년 후에 이들은 이름을 "스테인(Stain)"으로 바꾸었으나, 다른 동명의 밴드가 있었기 때문에 1996년에 이름을 "릿"으로 바꾸었다.
릿은 1999년에 발매한 음반 《A Place in the Sun》으로 인기를 얻게 되었으며, 이 음반은 플래티넘을 인증받았다. 히트 싱글 〈My Own Worst Enemy〉는 모던 록 트랙 차트에 11주 동안 1위를 지키며 큰 인기를 끌었다. 릿은 오프스프링, 가비지, 노 다웃 등과 함께 공연을 가지기도 하였다.
2001년 발매된 다음 음반 《Atomic》에서도 싱글 〈Lipstick & Bruises〉가 모던 록 차트 10위에 올랐으나, 음반 실적에서는 《A Place in the Sun》만큼 성공적이지는 못하였다. 결국 2003년 RCA 레코드를 떠나 2004년 6월 24일, DRT 엔터테인먼트를 통해 다음 음반 《Lit》을 발매하였으나, 역시 큰 성공을 거두지는 못하였다.

## 멤버
- A. 제이 팝오프(A. Jay Popoff) - 보컬
- 제러미 팝오프(Jeremy Popoff) - 기타, 보컬
- 케빈 발데스(Kevin Baldes) - 베이스 기타
- 앨런 셸런버거(Allen Shellenberger) - 드럼

## 음반 목록
- 《Five Smokin' Tracks from Lit》(1996년)
- 《Tripping the Light Fantastic》(1997년)
- 《A Place in the Sun》(1999년)
- 《Atomic》(2001년)
- 《Platinum & Gold Collection》(2004년)
- 《Lit》(2004년)